# San Giovanni Ilarione
San Giovanni Ilarione är en ort och kommun i provinsen Verona i regionen Veneto i Italien. Kommunen hade 5 074 invånare (2018).